# المنطار
المنطار هي إحدى القرى السورية من قرى قضاء الحميدية في محافظة طرطوس.